# Afambo (woreda)
Afambo è uno dei woreda, della zona di Awsi nella regione di Afar in Etiopia.

## Descrizione
Afambo prende il nome dal Lago Afambo, situato al confine di questa woreda con Asayita, confina a sud con la regione somala, a ovest con Dubti, a nord con Asayita e ad est con Gibuti.
La città più grande di questa woreda, che conta 24 153 abitanti  ed è suddivisa in sette Kebelè, è Afambo.
Le attività principali di questo Woreda, che conta sette Kebelè, sono l'agricoltura e la pastorizia. La popolazione è quasi interamente di religione musulmana.
L'altitudine media in questa woreda è di 404 metri sul livello del mare, la vetta più alta è il monte Dama Ali (1069 m).
L'unico fiume perenne è l'Awash, che attraversa il lago Afambo, e una catena di laghi a sud e ad est di esso: Laitali, Gummare, Bario e il lago Abbe.
A partire dal 2008, Afambo ha 79 chilometri di strada sterrata per tutte le stagioni; circa il 22,33% della popolazione totale ha accesso all'acqua potabile.

## Fauna
Nella fauna locale si possono annoverare coccodrilli, scimmie, volpi, iene, maiali selvatici, gazzelle ed altro.